# Johann Jakob Wehrlin
Johann Jakob Wehrlin (* 3. Juli 1734 in Oberwil, Kanton Basel-Landschaft; † 29. Juni 1781 ebenda) war ein Schweizer Mäzen.

## Leben und Werk
Wehrlin stammte aus einer begüterten alten Oberwiler Bürgerfamilie. Sein Vater war der Meier Johannes Georg und seine Mutter Agnes, geborene Degen. Wehrlins Zwillingsschwester war Agnes († 1803), eine weitere Schwester war Anna Maria († 1771). Zudem hatte Wehrlin noch zwei Halbbrüder, die aus der ersten Ehe seines Vaters mit Anna, geborene Sütterlin, stammten.
Als Junggeselle vermachte Wehrlin verschiedenen Person und Institutionen Geld. Der Gemeinde Oberwil vermachte er ein zweites Haus neben seinem Wohnhaus samt Scheune, Stallung, Kraut- und Grasgarten. Dieses wurde nach seinem Willen als Schulhaus umgenutzt und konnte 1787 bezogen werden. Wehrlin wurde in der 1896 abgerissenen Pfarrkirche St. Peter und Paul von Oberwil begraben.
Wehrlins Vermögen wurde später in die Wehrlistiftung überführt.